# Дело Норинского
«Дело Норинского» — следствие и суд по делу Аркадия Михайловича Норинского.

## История дела
В 1988 году академик Д. С. Лихачёв, главный редактор журнала «Знамя» Г. Я. Бакланов, а также некоторые ленинградские партийные и советские функционеры, в том числе — руководители КГБ Василеостровского и Куйбышевского районов города, получили записки с текстом: «Мы с тобой расправимся! Боевики патриотической организации „Память“».
Автором записок был член группы «Свобода эмиграции для всех» Аркадий Норинский. Он, по его же показаниям, «направил несколько десятков угрожающих писем под впечатлением от митингов „Памяти“ с целью вызвать общественное негодование».
Аркадий Норинский считает, что пострадал невиновно, так как своим поступком он не хотел приносить вреда никому из адресатов своих открыток и писем, а хотел довести историю этого дела до широкого общественного обсуждения и обратить внимание людей на тот факт, что воинствующие антисемиты получали официальные разрешения и практически безнаказанно проводили в то время в Москве и Ленинграде свои акции, где публично запугивали людей и призывали к установлению в России бесчеловечной националистической диктатуры. А власти на местах часто потворствовали этим экстремистским и унижающим человеческое достоинство выступлениям.
Норинский был осуждён как злостный хулиган (ст. 206 ч. 2 УК РСФСР), приговорён к полутора годам лишения свободы условно с обязательной отправкой на принудительные работы.

## Связанные вопросы
- «Дело Норинского» упоминается в известном «Письме 5000» в качестве классического примера провокации.
- В правозащитной литературе встречаются ошибочные утверждения, что Норинского осудили по 74-й ст. УК РСФСР о разжигании межнациональной розни.[1]